# 大沢信二
大沢 信二（おおさわ しんじ、1960年 - ）は、日本の地球科学者、京都大学大学院理学研究科附属地球熱学研究施設長。

## 略歴
- 青雲高等学校卒業[2]
- 1985年3月 - 早稲田大学教育学部理学科生物学専修 卒業
- 1989年3月 - 東京大学大学院理学系研究科化学専攻修士課程 修了
- 1992年
  - 3月 - 東京大学大学院理学系研究科化学専攻博士課程 修了、理学博士（東京大学）
  - 8月 - 京都大学理学部附属地球物理学研究施設 助手
- 1997年4月 - 京都大学理学部附属地球熱学研究施設 助手
- 1998年8月 - 京都大学大学院理学研究科附属地球熱学研究施設 助教授
- 2007年4月 - 京都大学大学院理学研究科附属地球熱学研究施設 准教授
- 2010年3月 - 京都大学大学院理学研究科附属地球熱学研究施設 教授
- 2015年4月 - 京都大学大学院理学研究科附属地球熱学研究施設長